# Aderklaaer Straße metróállomás
Aderklaaer Straße egy metróállomás Bécsben a bécsi metró U1 vonalán.

## Szomszédos állomások
A metróállomáshoz az alábbi állomások vannak a legközelebb:
- Rennbahnweg
- Großfeldsiedlung

## Átszállási kapcsolatok
| U1 (Oberlaa ↔ Leopoldau) |                        |                         |
| Állomás                  | Átszállási kapcsolatok | Fontosabb létesítmények |
| Aderklaaer Straße        | 28A                    |                         |